# 牛潭尾

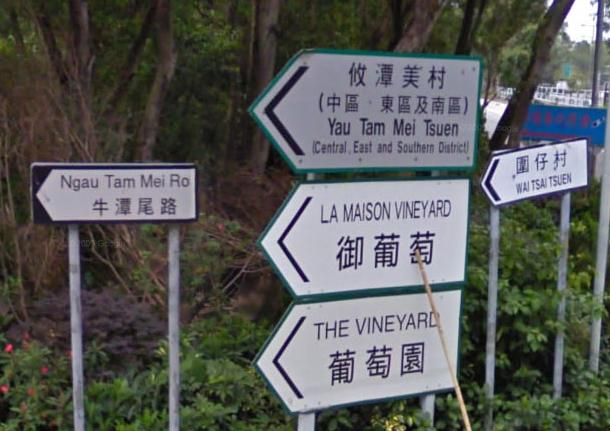
牛潭尾的路牌

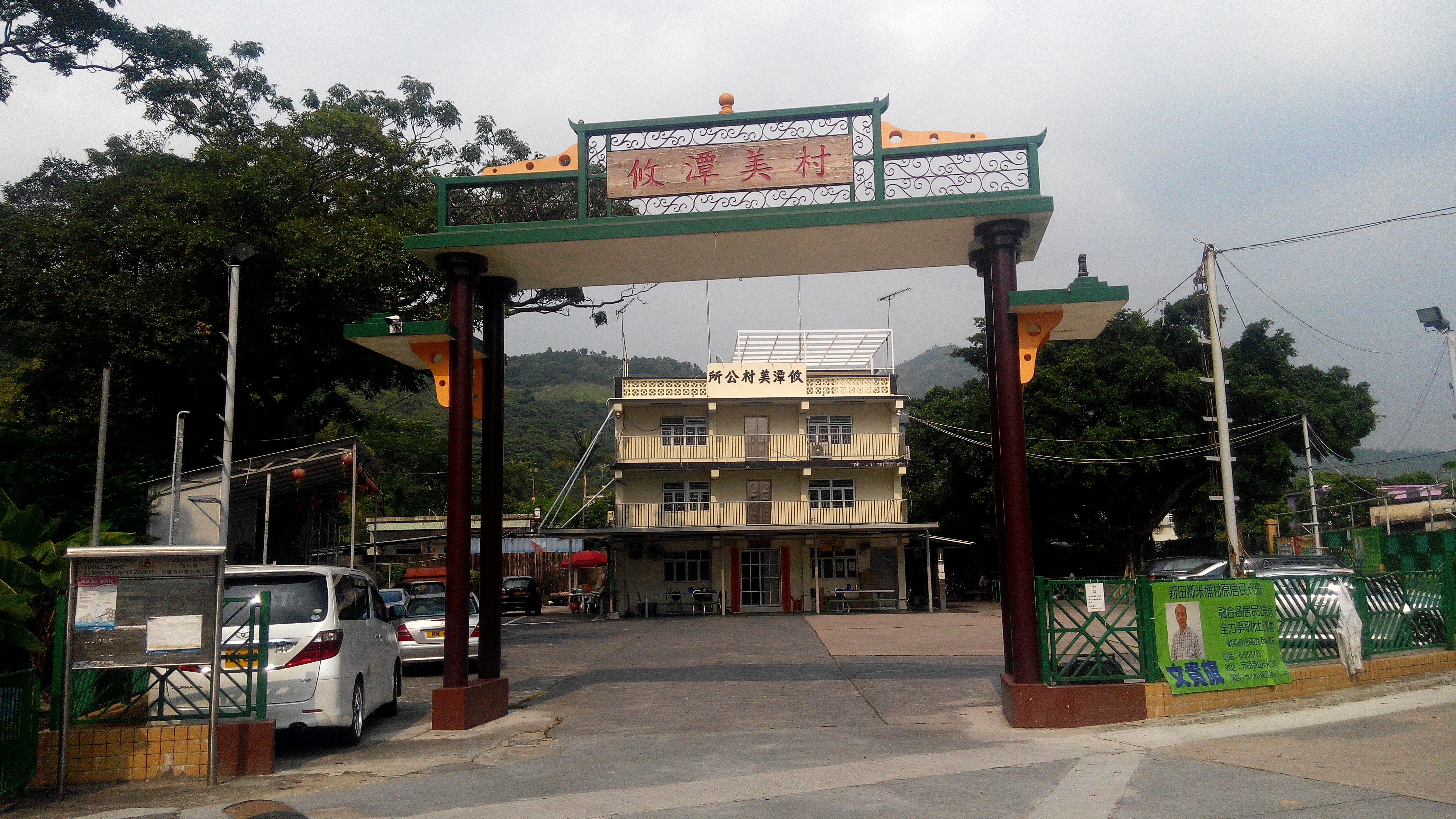
攸潭美村是區內最大的非原居民村

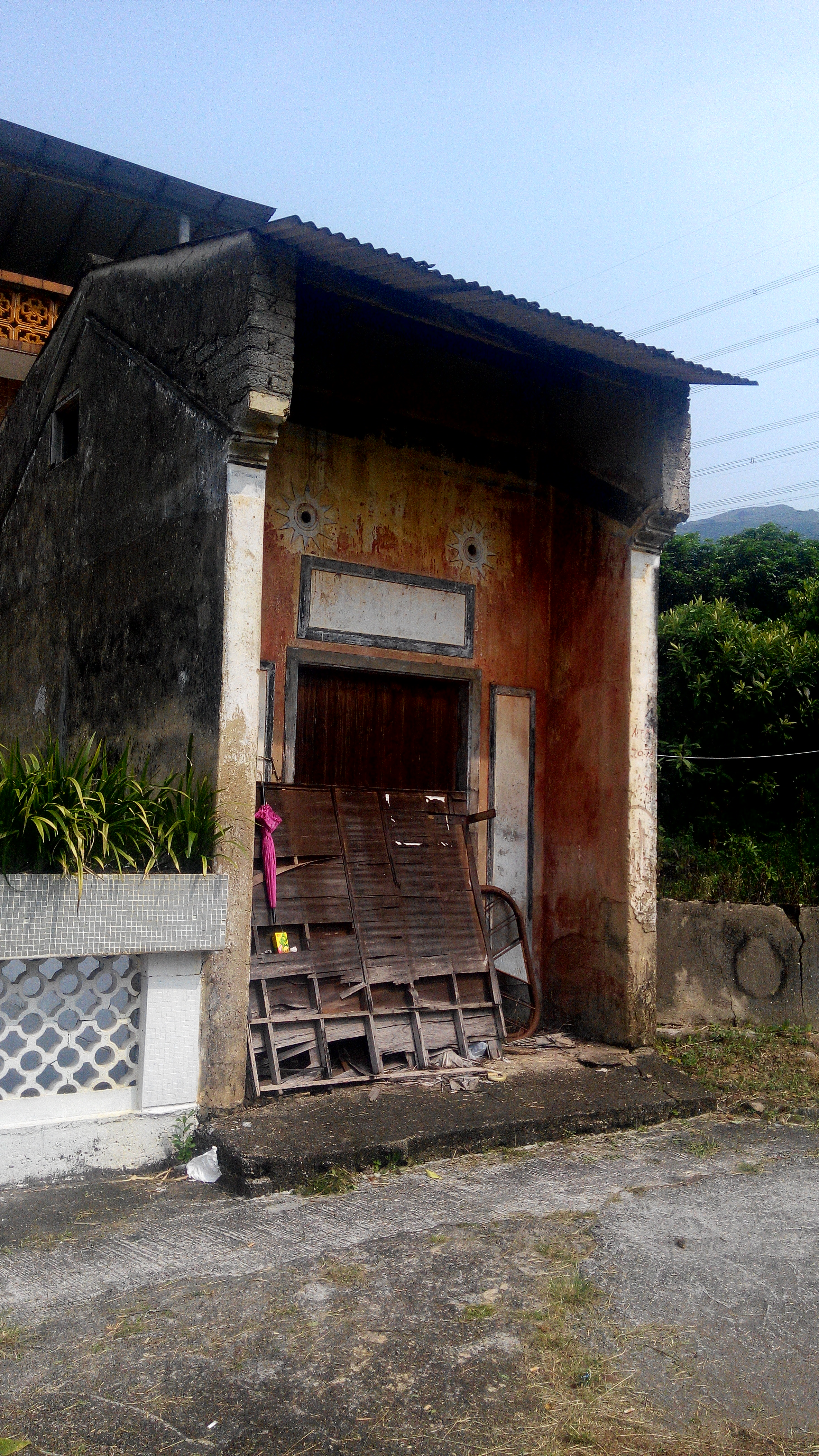
位於牛潭尾西區的舊更樓

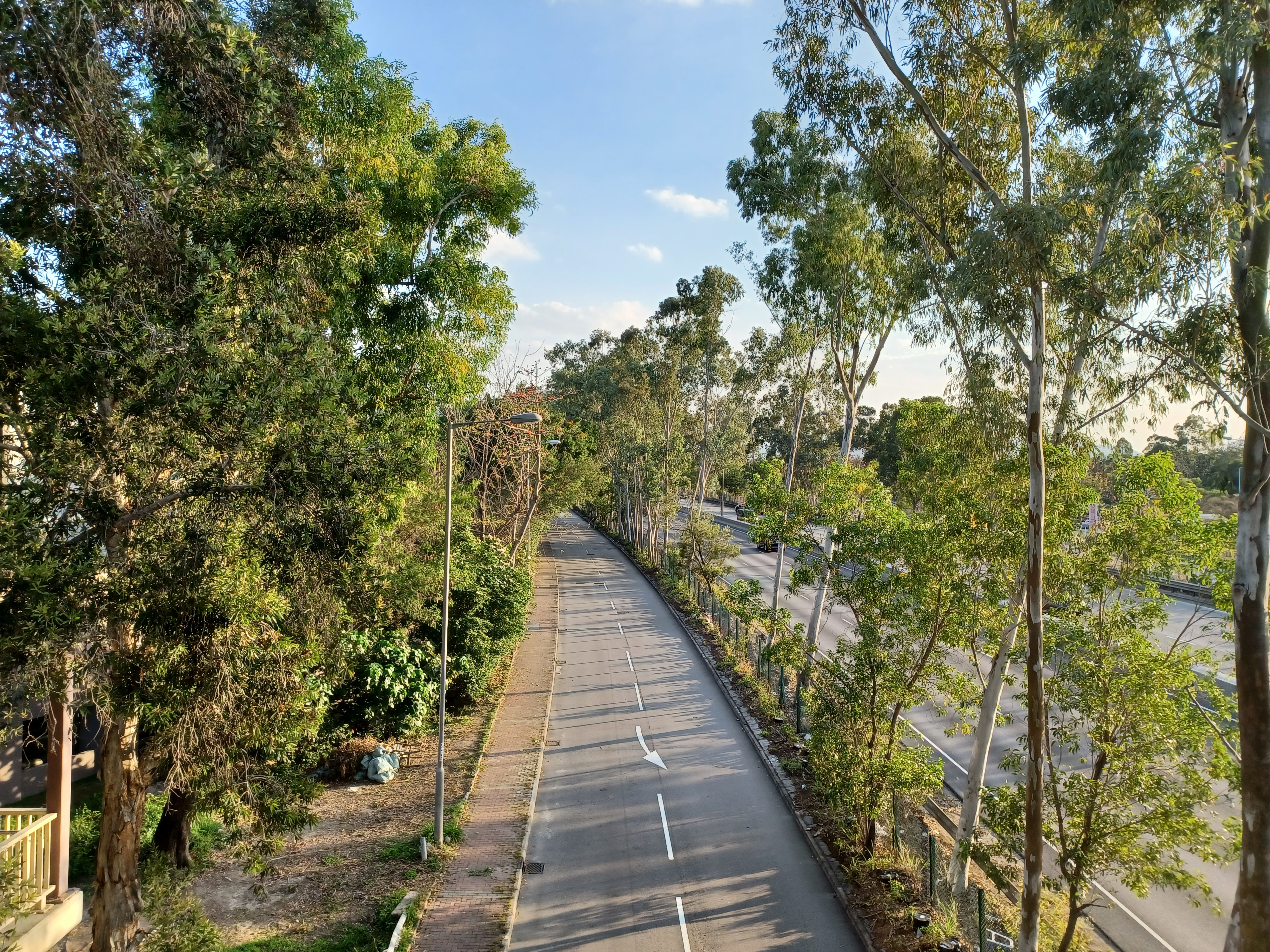
新潭路

牛潭尾（英語：Ngau Tam Mei），又名攸潭美（英語：Yau Tam Mei），是香港元朗區的一個郊區，位處雞公嶺以北的峽谷中，由許多條非原居民村落組成，部分地底為廣深港高速鐵路途經的地方，當地主要有一條行車柏油道路，名為牛潭尾路（英語：Ngau Tam Mei Road），其西端近新潭路出口是雙向行車路，東端有牛潭尾濾水廠、牛潭尾動物廢料堆肥廠。

## 歷史
最早期村民為朱黃溫，其後1931年朱氏創立牛潭美學校，計有創校人：朱壽祺先生   校監：朱達成先生  校董：溫貴先生   朱錦崇先生    簡其釗先生    呂冠儔先生
1970年代興建的新界標誌性大規模鄉郊豪宅錦綉花園便是在牛潭尾的雞公山掘山泥進行填塘工程，改變原生河流走向，導致村內失去部分河溪水源。

## 位置
牛潭尾位處錦綉花園、加州豪園之東方，新田之南方、林村郊野公園之西北方及南生圍之東北方。

## 交通
- 新界區專線小巴37線，由元朗市中心福康街，至攸潭美村公所
- 新界區專線小巴38線，由元朗市中心福康街，至攸潭美西近何氏農場舊址
- 單車則由錦繡花園迴旋處，即是上竹園加德士加油站，轉入新潭路
- 新潭路及青山公路－潭尾段：九龍巴士76K線，於牛潭尾（往上水或元朗）或攸潭美村（往元朗）站步行即達
- 凹頭、牛潭尾、新田三站均會在北環綫興建時預留，但會與北環綫同時啟用。

## 區議會議席分佈
由於牛潭尾人口不足以成為一個區議會選區，所以往往跟鄰近的米埔、新田、落馬洲鄉村範圍劃為同一個選區。
| 年度/範圍  | 2000-2003 | 2004-2007 | 2008-2011 | 2012-2015 | 2016-2019 | 2020-2023 |
| ---------- | --------- | --------- | --------- | --------- | --------- | --------- |
| 整個牛潭尾 | 新田選區  | 新田選區  | 新田選區  | 新田選區  | 新田選區  | 新田選區  |

註：以上主要範圍尚有其他細微調整（包括編號），請參閱有關區議會選舉選區分界地圖及條目。

## 鄰近
- 新田公路
- 青山公路
- 牛潭尾站
- 新田
- 凹頭
- 中華神學院
- 御葡萄和葡萄園私人屋苑
- 牛潭尾藝術村

## 外部參考
1. ↑  簡介(附圖)[永久]

22°28′30″N 114°04′12″E / 22.475°N 114.07°E